# 20760 Чанмачун
20760 Чанмачун (20760 Chanmatchun) — астероїд головного поясу, відкритий 27 лютого 2000 року.
Тіссеранів параметр щодо Юпітера — 3,485.